# Parviz Hadi
Parviz Hadi Basmenj (en persan : پرویز هادی باسمنج, né le 16 novembre 1987 à Basmenj) est un lutteur iranien, spécialiste de lutte libre.

Après avoir remporté le titre lors des Jeux asiatiques de 2014, il le confirme lors de ceux de 2018 à Jakarta. 